# دانکرات
دانکرات (به آلمانی: Dankerath) یک شهر در آلمان است که در اهرویلر واقع شده‌است. دانکرات ۸۳ نفر جمعیت دارد.